# La Trinité-des-Monts
La Trinité-des-Monts es un municipio parroquial canadiense situado en la provincia de Quebec.

## Superficie
La Trinité-des-Monts tiene una superficie de 233,07 km².

## Demografía
En 2021, tenía 233 habitantes, una densidad poblacional de 1 hab./km², y 167 viviendas.